# Jhenaidah (stad)
Jhenaidah is een stad in Bangladesh. De stad is de hoofdstad van het district Jhenaidah. De stad telt ongeveer 88.000 inwoners.